# Севастијан Пошехонски
Севастијан Сохотски, или Севастијан Пошехонски († 1492) - преподобни Руске православне цркве, игуман Преображенског манастира на реци Сохоти.
О његовом детињству и световном животу нису сачувани готово никакви подаци, а остали биографски подаци о њему су веома оскудни и фрагментарни; познато је само да је Севастијан живео у 15. веку, према народном предању, још у младости је осетио склоност ка подвижничком животу и ступио у један од тада бројних манастира, где је подлегао разним послушањима, монашки постриг и био рукоположен за јерођакона а касније и за јеромонаха.
Незадовољан „монашким подвизима“ унутар зидина манастира, отац Севастијан се повукао у густе пошехонске шуме дуж реке Сохоти и тамо подигао храм у име Преображења Господњег. Убрзо је откривена његова монашка самоћа, почели су да долазе и други монаси и насељавају се код њега, а под његовом управом формиран је манастир.
Живећи у трошној и скученој колиби, Севастијан је све своје време проводио у молитви, посту и труду: носећи воду, цепајући дрва, млевећи жито, помажући онима који пеку хлеб, пређући вуну, ткајући ужад и сл. Овде је Севастијан живео до своје смрти 1492. године. Мошти светитеља сахрањене су у тајности у манастиру који је основао, а који је укинут 1764. године; На месту манастира 1885. године отворена је православна женска заједница, која је 1889. године прерасла у Преображенски севастијански манастир.
Успомена на Светог Севастијана празнује се 18. децембра и у Сабору Ростовско-Јарославских Светих.